# E761
E761 eller Europaväg 761 är en europaväg som går mellan Bihać i Bosnien och Hercegovina och Zaječar i Serbien. Längd 740 km.

## Sträckning
Bihać - Donji Vakuf - Zenica - Sarajevo - Užice - (gräns Bosnien och Hercegovina-Serbien) - Kraljevo - Paraćin - Zaječar
Bihać ligger nära gränsen mot Kroatien och Zaječar ligger nära gränsen mot Bulgarien.

## Standard
Vägen är landsväg hela sträckan. 

## Anslutningar till andra europavägar
| - E71 - E661 - E73 |  | - E762 - E763 - E75 |